# Moonwalker
Moonwalker, također poznat pod nazivom Michael Jackson: Moonwalker, američki je film glazbenika Michaela Jacksona, koji je objavljen 1988. godine.
Film je sniman na način da sadrži zbirku Jacksonovih kratkih snimki od kojih je nekoliko u obliku glazbenih video uradaka s Jacksonovog posljednjeg studijskog albuma Bad. Film je dobio ime po plesnom koraku, tehnici koja je poznata pod imenom moonwalk, a koja je bila zaštitni znak Michaela Jacksona. On je taj plesni korak izvodio na svojim nastupima kao i u nekim glazbenim video spotovima. Ime plesnom koraku dali su mediji, a ne Jackson sam, međutim to ga nije spriječilo da po njemu nazove svoj film.
Objavljivanje Moonwalker originalno je trebalo biti zajedno s Jacksonovim albumom Bad. Tijekom premijere filma Jackson je krenuo na svoju prvu solo turneju. Moonwalker je Sjedinjenim Državama i Kanadi kao kućni video objavljen tek 10. siječnja 1989. godine, u vrijeme kada je Jackson završavao svoju Bad World svjetsku turneju. Turneja je trebala završiti ranije, ali je odgođen zbog Jacksonovog glasa, koji je doživio neke deformacije, pa je stoga produžena do siječnja 1989. godine.
Moonwalker je u Europi i Južnoj Americi objavljen u kinima 1988. godine. Kućni se video od 17. travnja 1989. godine prodao u više od 800.000 primjeraka samo u SAD-u.

## Radnja
Film se sastoji od zbirke kratkih priča, koncertnih snimki i glazbenih spotova, a ne kao jedna kontinuirana priča. Svaki od odlomaka u nastavku opisan je u posebnim pod-sekcija.

### Man in the Mirror
Početak filma otvara Jacksonova uživo izvedba skladbe "Man in the Mirror". U ovaj kratki odlomak montirani su isječci djece iz Afrike, kao i likovi poput Mahatma Gandhia, Martina Luthera Kinga, Johna Lennona, te druge povijesne ličnosti.

### Retrospektiva
Kratki životopisni filmovi koji pokrivaju Jacksonovo doba od njegovih nastupa sa sastavom Jackson 5 do Bad World svjetske turneje. Sljedeće skladbe pojavljuju se u filmu:
- "Music and Me"
- "I Want You Back"
- "ABC"
- "The Love You Save"
- "2-4-6-8"
- "Who's Lovin' You"
- "Ben"
- "Dancing Machine"
- "Blame It on the Boogie"
- "Shake Your Body (Down to the Ground)"
- "Rock with You"
- "Don't Stop 'til You Get Enough"
- "Can You Feel It"
- "Human Nature"
- "Beat It"
- "Thriller"
- "Billie Jean"
- "State of Shock"
- "We Are the World"
- "The Way You Make Me Feel"
- "Dirty Diana"

## Glumci
- Michael Jackson - glumi samog sebe
- Joe Pesci - Frankie Lideo ("Mr. Big")
- Sean Lennon - Sean
- Kellie Parker - Katie
- Brandon Quintin Adams - Young Michael/Zeke

## Naklada
| Zemlja | Naklada       | Prodaja |
| ------ | ------------- | ------- |
| Kanada | Zlatna        | 50.000  |
| SAD    | 8x Platinasti | 800.000 |

## Vanjske poveznice
- Moonwalker u internetskoj bazi filmova IMDb-a
- Search - 'Moonwalker' na Games-db.com.
- Moonwalker, informacije i isječci  Arhivirana inačica izvorne stranice od 8. prosinca 2012. (Wayback Machine)
- Michael Jackson ("Moonwalker")  Arhivirana inačica izvorne stranice od 28. srpnja 2011. (Wayback Machine)